# Leptogaster hyacinthina
Leptogaster hyacinthina là một loài ruồi trong họ Asilidae. Leptogaster hyacinthina được Scarbrough miêu tả năm 1996. Loài này phân bố ở vùng Tân nhiệt đới.